# Żółta bila

Żółta bila – w snookerze najniżej punktowana kolorowa bila, ulokowana po prawej stronie pola D (patrząc z perspektywy zawodnika rozbijającego). Warta jest 2 punkty i jest wbijana jako pierwsza z kolorowych bil po pozbyciu się ze stołu wszystkich bil czerwonych.
Ze względu na swą niską wartość rzadko jest wybierana do budowania breaków, częściej zawodnicy wykorzystują ją do zagrywania odstawnych. Wbicie jej ze wszystkimi czerwonymi daje 45 punktów, a z pozostałymi bilami kolorowymi 72 punkty.